# Wolfgang Spielhagen

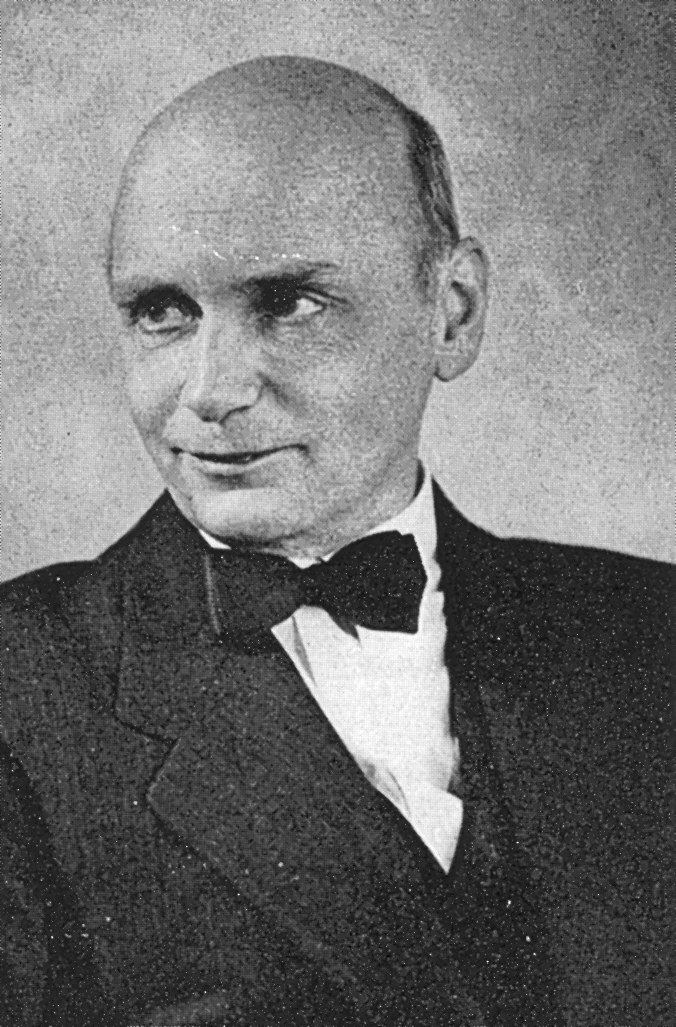
Wolfgang Spielhagen

Kurt Werner Wolfgang Friedrich Spielhagen (* 21. März 1891 in Charlottenburg; † 28. Januar 1945 in Breslau) war ein deutscher Jurist, Ministerialbeamter und zuletzt Zweiter Bürgermeister von Breslau.

## Familie
Wolfgang Spielhagen wurde als Sohn von Walter August Spielhagen (1857–1930) und dessen Ehefrau Elsa Spielhagen geb. Spielhagen (1864–1942) in Charlottenburg/Berlin geboren. Er war mütterlicherseits Enkel des Schriftstellers Friedrich Spielhagen (1829–1911). Sein Onkel Friedrich Spielhagen (1864–1931) war Leibarzt von Victoria („Kaiserin Friedrich“), der Mutter von Kaiser Wilhelm II. Wolfgang Spielhagen war seit dem 5. April 1934 mit Eva Charlotte Wilhelmine Thiel (1901–1989) verheiratet und hatte mit ihr die beiden Töchter Gisela (1935–2006) und Sonnhild (Sonny, 1939–2013, siehe Stammbaum rechts unten.) Sonnhild war unter dem Namen Sonny Freeman in den 1960er Jahren in Großbritannien ein erfolgreiches Fotomodell und laut dem britischen Autor und Journalisten Philip Norman die Inspiration hinter dem Beatles-Song Norwegian Wood (This Bird Has Flown).

## Leben
Im Frühjahr 1909 legte er das Abitur am Kaiserin-Augusta-Gymnasium zu Charlottenburg ab, studierte dann Rechtswissenschaften an den Universitäten Lausanne und Berlin und bestand im Frühjahr 1913 die Referendarprüfung am Kammergericht in Berlin. 1915 wurde er promoviert.
Nach dem Ende des Ersten Weltkriegs kam der nunmehrige Assessor Wolfgang Spielhagen in das Reichsfinanzministerium und wurde dort zum Regierungsrat ernannt. Am 1. April 1927 wurde er Oberregierungsrat beim Reichssparkommissar, der späteren Präsidialabteilung des Rechnungshofes, und dort am 1. Juli 1929 zum Ministerialrat befördert. Am 1. Mai 1937 trat er in die NSDAP ein (Mitgliedsnummer 5.920.070).
Wolfgang Spielhagen war Mitglieds-Nr. 7 und Erster Vorsitzender des Sippenverbands Ziering-Moritz-Alemann (Sitz in Berlin), dessen Forschungen und Arbeiten er sich intensiv widmete.
1940 wurde Wolfgang Spielhagen kommissarisch nach Breslau berufen, um die Verwaltung der Stadt zu übernehmen. Am 1. Mai 1941 wurde er zum Zweiten Bürgermeister Breslaus ernannt.

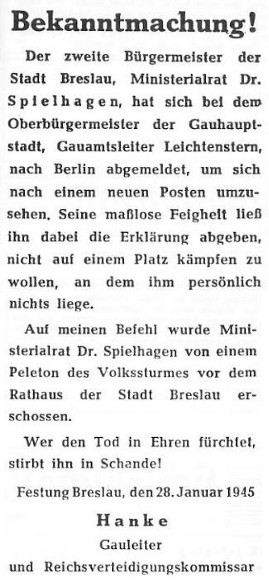
Öffentliche Bekanntmachung der Erschießung Spielhagens

Stammbaum von Friedrich und Wolfgang Spielhagen

Im Januar 1945 stand die Rote Armee vor Breslau, bis zum 15. Februar 1945 schloss sich dann der Belagerungsring. Der seit Februar 1938 für Niederschlesien eingesetzte NS-Gauleiter Karl Hanke befahl am 21. Januar 1945, die Festung Breslau mit allen Mitteln zu verteidigen. Wolfgang Spielhagen hatte sich angesichts der sowjetischen Übermacht gegen diesen Befehl ausgesprochen und zur Kapitulation geraten, um noch mehr zivile Opfer zu verhindern. Am 20. Januar 1945 brachte er seine Frau und die beiden Kinder in die ihm sicherer erscheinende Reichshauptstadt Berlin. Vor dieser Reise holte er sich bei seinem Vorgesetzten, Oberbürgermeister Ernst Leichtenstern, die Reisegenehmigung ein. Am 26. Januar 1945 kehrte er nach Breslau zurück, um nicht den Eindruck zu erwecken, er sei aus der Stadt geflüchtet.
Am 27. Januar 1945 wurde Wolfgang Spielhagen auf Befehl von Gauleiter Hanke verhaftet und tags darauf um 6 Uhr morgens standrechtlich erschossen. Sein Leichnam wurde in die Oder geworfen. Hanke ließ durch Plakatanschläge bekanntmachen, Spielhagen habe sich aus maßloser Feigheit in Breslau abgemeldet, um sich in Berlin nach einem neuen Posten umzusehen. Diese Lüge diente Hanke aber lediglich als Vorwand, um an einem Mann, der ihn wiederholt kritisiert hatte und sich gegen seinen Befehl zur Festung Breslau gestellt hatte, ein Abschreckungsexempel zu statuieren.
Breslau wurde in den Kämpfen zu 70 % zerstört und nach Schätzungen des britischen Historikers Norman Davies kamen im Kampf um Breslau insgesamt 170.000 Zivilisten, 6000 deutsche und 7000 sowjetische Soldaten ums Leben.